# 徳田尚美
徳田 尚美（とくだ なおみ、1957年5月1日 - ）は、福岡県出身の女優。身長は161cm、バスト80cm、ウェスト63cm、ヒップ84cm、靴のサイズは23.5cm、血液型はO型である。特技は書道、趣味はカラオケ。兵庫県立尼崎北高等学校卒業。大阪市浪速区の劇団伽羅倶梨代表。ライターズカンパニー田畑冨久子事務所所属。
女優業だけでなく、劇団伽羅倶梨の舞台の脚本・演出を担当。様々な人達の日常にスポットを当てどこか懐かしい心温まるハートフルコメディーを創作し続けている。また、演劇大好き人間との出会いをもめ、「ナオミのドラマティックワークショップ（演劇教室）」にも力を注いでいる。

## 出演

### テレビ

#### NHK
連続テレビ小説
- 風見鶏（1977）
- わたしは海（1978）
- 鮎のうた（1979）
- よーいドン（1982）
- ぴあの（1994）
- 芋たこなんきん（2006）- 渡辺加代子 役
- べっぴんさん（2016）- シスター 役
- わろてんか（2017）- サエ 役
- おむすび（2025）- 磯山八重子 役

銀河テレビ小説
- 極楽日記- かおり 役
- 欲しがりません勝つまでは
- 新・なにわの源蔵事件帳 第6話「絵図面盗難事件」
- 楽しい教室 － なおみお姉さん
- 土曜ドラマ「新・王将」
- 金曜時代劇 はんなり菊太郎2
- 生存・愛する娘のために
- ちりとてちん外伝「まいご3兄弟」

#### 日本テレビ
- 火曜サスペンス劇場警視庁鑑識班13（2002年1月8日）- 野崎観音の売り子役
- 終戦60年特別ドラマ二十四の瞳（2005年8月2日）

#### TBS系列
水戸黄門 第7部 第15話「大見得きった偽黄門 ‐酒田‐」（1976年） - 政吉の女房
ドラマ30
- いのちの現場から1-6 － 大久保早苗 役
- 花街の母
- 結婚の資格
- 命みじかく
- メモリー・オブ・ラブ

- 月曜ゴールデン遺品整理人 谷崎藍子第1作（2010年）「死者が遺したメッセージ」

#### フジテレビ系列
- 谷崎純一郎 その愛を － 松子 役

#### テレビ朝日
- 木曜ミステリー 新科捜研の女5,第10話
- 土曜ナイトドラマ 学問ノススメ － 津吹恵子 役
- サントリーミステリー大賞スペシャル 時の渚〜衝撃の運命
- 必殺仕置屋稼業 第24話「一筆啓上血縁が見えた」（1975年、ABC / 松竹） - 女郎
- サクラとさつき - 春野園子 役
- 土曜ワイド劇場夏樹静子作家生活40周年記念作品・天使が消えていく（2010年10月30日） - 戸田医師 役

ABC朝日放送ローカル
- 部長刑事
- 新・部長刑事 アーバンポリス24
- 警部補マリコ

### 映画
- 難波金融伝 ミナミの帝王 劇場版PART9 - 植木の妻 役
- 阪急電車 片道15分の奇跡
- ラブラブROUTE21

#### Vシネマ
- 難波金融伝 ミナミの帝王 システム金融

### ラジオドラマ
- FMシアター（NHK-FM）
  - 『冬の虹』（1991年11月24日）
  - 『記憶の花』（2004年2月28日）
  - 『オーバーライト』（2025年2月22日） - 母・美紀子 役[1]
- ABCラジオ戦後70年特別ドラマ ｢南号作戦 最後の輸送船 東城丸｣（2015年11月8日、ABCラジオ）

### 舞台
- さよならパーティー
- アラビアンナイト殺人事件 －東條リン子 役
- ぶす － 鳴り物/珍念 役
- のらくらとらやん －なおみお姉さん 役

### CM
- セレマ
- 大阪ガス
- タワラ印のお米

### 脚本・演出
2002年
- この話、したっけ？

2005年
- チェンジ！
- チャンス☆

2006年
- LaLaフレンズ
- Oh!my soul!~早代ちゃんの不思ギ~

2007年
- サクラパレード
- この話、したっけ？2007年版
- 「ブラボー！」

2008年
- 「本日快晴なり。」